# Sphaerostephanos hendersonii
Sphaerostephanos hendersonii är en kärrbräkenväxtart som beskrevs av Holtt. Sphaerostephanos hendersonii ingår i släktet Sphaerostephanos och familjen Thelypteridaceae. Inga underarter finns listade.